# Wareham Center
Wareham Center é um lugar designado pelo censo localizado no condado de Plymouth no estado estadounidense de Massachusetts. No Censo de 2010 tinha uma população de 2.896 habitantes e uma densidade populacional de 590,05 pessoas por km².

## Geografia
Wareham Center encontra-se localizado nas coordenadas 41° 45′ 02″ N, 70° 43′ 20″ O. Segundo a Departamento do Censo dos Estados Unidos, Wareham Center tem uma superfície total de 4.91 km², da qual 3.76 km² correspondem a terra firme e (23.43%) 1.15 km² é água.

## Demografia
Segundo o censo de 2010, tinha 2.896 pessoas residindo em Wareham Center. A densidade populacional era de 590,05 hab./km². Dos 2.896 habitantes, Wareham Center estava composto pelo 88.64% brancos, o 3% eram afroamericanos, o 0.69% eram amerindios, o 0.52% eram asiáticos, o 0% eram insulares do Pacífico, o 2.52% eram de outras raças e o 4.63% pertenciam a duas ou mais raças. Do total da população o 1.83% eram hispanos ou latinos de qualquer raça.